# Association internationale des cyclistes espérantophones
 (janvier 2021).
Si vous disposez d'ouvrages ou d'articles de référence ou si vous connaissez des sites web de qualité traitant du thème abordé ici, merci de compléter l'article en donnant les références utiles à sa vérifiabilité et en les liant à la section « Notes et références ».
L'Association internationale des cyclistes espérantophones (en espéranto : Biciklista Esperantista Movado Internacia ou BEMI) est une association de cyclistes espérantophones.

## Présentation
L'association (fondée en 1979/1980) possède des membres dans divers pays d'Amérique, d'Asie, et d'Europe. Elle organise des randonnées internationales à vélo utilisant l'espéranto comme outil de communication commune. Plus de cent cyclistes participèrent à la randonnée de 1984 entre Passau (Allemagne) et Debrecen (Hongrie), dont quarante sur tout le trajet.